# أمتكس
أمتكس (بالإنجليزية: Amtix)‏  هي مجلة كانت تستعرض برامج الكمبيوتر الخاصة بجهاز أمستراد سي بي سي في منتصف الثمانينيات، ونشرتها شركة نيوزفيلد [الإنجليزية] على أساس شهري.

## التاريخ
على عكس زاب!64 وكراش، اللتين كانتا أكثر نجاحًا ضمن إصدارات نيوزفيلد، كانت النسخة الأصلية من أمتكس قصيرة العمر نسبيًا. إذ صدرت 18 عددًا فقط في الفترة من نوفمبر 1985 إلى أبريل 1987، بالإضافة إلى إصدار معاينة خاص (الإصدار صفر) تم توزيعه مع مجلتي زاب!64 وكراش.
بعد الإصدار الثامن عشر، تم بيع أمتكس إلى يوروبريس، والتي قامت بدمج أقسام الألعاب الخاصة بـ أمتكس في مجلتها الخاصة "كومبيوتينغ ويذ ذا أمسترد".
في سبتمبر 2021، أعيد إطلاق المجلة كمنشور ربع سنوي بحجم A5 من قبل فيوجن ريترو بوكس تحت عنوان أمتكس سي بي سي ميكرو أكشن.

## الغلاف
مثل مجلتي زاب!64 وكراش، تميزت مجلة أمتكس بغلاف فني لافت بأسلوب يشبه القصص المصورة، وقد قام الفنان أوليفر فراي برسم هذه الأغلفة المميزة.

## روابط خارجية
- قائمة بكل الألعاب التي قامت مجلة «أمتكس» بمراجعتها و/أو معاينتها
- أرشيف للأغلفة الأمامية لمجلة «أمتكس».
- موقع مجلة «أمتكس» على أرشيف الإنترنت